# Бронберже, Пьер
Пьер Бронберже (фр. Pierre Braunberger; 29 июля 1905, Париж — 16 ноября 1990, Обервилье, Иль-де Франс) — французский кинопродюсер, режиссёр, сценарист и актёр. В 1920—1930-е годы оказывал поддержку киноавангарду, финансировал фильмы Жана Ренуара, с которым поддерживал дружеские отношения. В 1950—1960 годы оказал содействие в становлении кинематографа французской новой волны.

## Биография
Родился в Париже 29 июля 1905 года в семье еврейского происхождения с давними медицинскими традициями, но уже начиная с семи лет решил не идти по тому же пути, что и его отец. На него произвёл большое впечатление фильм из сериала Луи Фейада «Фантомас», после чего он принял решение работать в кинематографе. В возрасте 15 лет снял свой первый короткометражный фильм «Франкфурт-на-Майне».
В 1920-е годы поддерживал французский киноавангард (Рене Клер, Луис Бунюэль,  Альберто Кавальканти и др.), финансировал фильмы Жана Ренуара, с которым имел дружеские отношения. Режиссёр говорил про него, что этот страстный синефил сыграл важнейшую роль в создании многих его картин и был его «сообщником» во многих «кинематографических авантюрах».
Позже создал и продюсировал целый ряд документальных и короткометражных фильмов. Оказал финансовое содействие в выходе первых фильмов и становлении таких различных режиссёров, как Марк Аллегре, Ален Рене, Жан-Пьер Мельвиль, Франсуа Трюффо, Жан-Люк Годар, Морис Пиала, Крис Маркер, Клод Лелуш и других. Часто подчёркивается роль Бронберже в укреплении позиций французской новой волны, со многими режиссёрами, которых он «открыл», был лично хорошо знаком и дружил. Так, киновед Стив Нил отмечал, что своим возникновением это кинематографическое направление в значительной мере обязано низким бюджетам создаваемых фильмов и наличию таких «просвещённых» продюсеров, как, например, Жорж де Борегар и Бронберже. Михаил Трофименков, отмечая, что ранний короткометражный фильм Трюффо «История воды» (монтаж Годара) возник благодаря участию продюсера, писал: «Среди других фильмов, которыми мы обязаны Бронберже, — короткометражные ленты Жана Руша и критиков „Кайе“, „Стреляйте в пианиста“ Трюффо, „Жить своей жизнью“ Годара, „Я, чёрный“ Руша, фильмы Дониоль-Волькроза, Риветта, Рене».
В 1951 году вышел снятый Бронберже документальный фильм «Бег быков» посвящённый корриде, который был высоко оценён критикой. Так, киновед и философ кино Андре Базен посвятил ему одну из лучших своих статей — «Смерть после полудня и каждый день» (Cahiers du cinéma, декабрь 1951). В этой статье киновед выделял реалистичные документальные съёмки и особенно мастерский монтаж Мириам, который по своей эстетической концепции ставит этот фильм в одном ряду с «Гражданином Кейном», «Правилами игры», «Лисичками»  или «Похитителями велосипедов».
В 1966 году был председателем жюри 16-го Берлинского международного кинофестиваля.

## Награды
- 1980 — Премия «Сезар» за выдающиеся заслуги в кинематографе[15].

## Избранная фильмография
- 1927: Малышка Лили / La P’tite Lili (Альберто Кавальканти)
- 1927: Иветта / Yvette (Альберто Кавальканти)
- 1927: Чарльстон / Sur un air de charleston (Жан Ренуар)
- 1929: Лодырь / Tire-au-flanc (Жан Ренуар)
- 1929: Утиная баллада / La Ballade du canard
- 1930: Красивый путь / La route est belle (Роберт Флори)
- 1930: Мужчина, который убил / L’homme qui assassina (Жан Таррид и Курт Бернхардт)
- 1930: Женщина на одну ночь / La Femme d’une nuit (Марсель Л’Эрбье)
- 1930: Женщина на одну ночь / La Donna di una notte (Марсель Л’Эрбье)
- 1931: Ребёнку дают слабительное / On purge bébé (Жан Ренуар)
- 1931: Сука / La Chienne (Жан Ренуар)
- 1931: Любовь по американски / L’Amour à l’américaine (Клод Хейман)
- 1933: Лодырь / Tire-au-flanc (Анри Вульшлегер)
- 1931: Без семьи / Sans famille (Марк Аллегре)
- 1936: Загородная прогулка / Partie de campagne (Жан Ренуар)
- 1937: Вероломство / Forfaiture (Марсель Л’Эрбье)
- 1937: Победитель / Le gagnant (Марк Аллегре)
- 1947: Ван Гог / Van Gogh (Ален Рене)
- 1947: Париж 1900 / Paris 1900 (Николь Ведрез)
- 1948: Бурлескные новости / Les Actualités burlesques (Жиль Маргеритис)
- 1950: Сокровище Никелированных ног / Le Trésor des Pieds-Nickelés (Марсель Абулькер)
- 1950: Тулуз-Лотрек / Toulouse-Lautrec
- 1950: История пинап-гёрл / Histoire des pin-up girls
- 1950: Герника / Guernica (Ален Рене)
- 1950: Гоген / Gauguin (Ален Рене)
- 1951: Station mondaine (Марсель Гибо)
- 1951: Бег быков / La Course de taureaux
- 1951: Словарь пинап-гёрл / Le Dictionnaire des pin-up girls (Марсель Гибо)
- 1951: Искусство Верхнего Рейна / L’art du Haut-Rhénan (Марсель Гибо)
- 1951: Бертран, львиное сердце / Bertrand cœur de lion (Робер Дери)
- 1951: Жизнь Иисуса / La Vie de Jésus (Марсель Гибо)
- 1952: В поисках Марии / En quête de Marie (Марсель Гибо)
- 1952: С Андре Жидом / Avec Andre Gide (Марк Аллегре)
- 1952: Преступление Буифа / Le Crime du Bouif (Андре Эрф)
- 1952: Жоселин / Jocelyn (Жак де Казембрут)
- 1953: Джульетта / Julietta (Марк Аллегре)
- 1954: Парижский рост / Croissance de Paris (Марсель Гибо)
- 1954: Парижская баллада / Ballade parisienne (Марсель Гибо)
- 1955: Лики Парижа / Visages de Paris (Франсуа Рейшенбах)
- 1955: Письмо для вас / Une lettre pour vous (Андре Ветусто)
- 1955: Нью-Йоркская баллада / Visages de Paris (Франсуа Рейшенбах)
- 1955: Впечатления от Нью-Йорка / Impressions de New York (Франсуа Рейшенбах)
- 1956: Вся память мира / Toute la memoire du monde (Ален Рене)
- 1956: Хьюстон, Техас / Houston, Texas (Франсуа Рейшенбах)
- 1956: Великий Юг / Le Grand Sud (Франсуа Рейшенбах)
- 1956: Шах и мат / Le Coup du berger (Жак Риветт)
- 1956: Я, чёрный / Moi, un noir (Жан Руш)
- 1958: Песнь о стироле / Le Coup du berger (Ален Рене)
- 1958: Это люди Парижа / Moi, un noir (Жан Руш)
- 1958: История воды / Une histoire d'eau (Жан-Люк Годар)
- 1958: Здравствуйте, господин Лабрюйер / Bonjour, Monsieur La Bruyère (Жак Дониоль-Валькроз)
- 1960: Любовь существует / L’amour existe (Морис Пиала)
- 1960: Стреляйте в пианиста / Tirez sur le Pianiste (Франсуа Трюффо)
- 1960: Шарлотта и её Жюль / Charlotte et son jules (Жан-Люк Годар)
- 1961: Куба, да! / Cuba si (Крис Маркер)
- 1975: Акт агрессии / L'Agression (Жерар Пирес)